# Denis Sanders
Denis Sanders (New York, 21 gennaio 1929 – San Diego, 10 dicembre 1987) è stato un regista statunitense.

## Biografia
Esordì nel cinema con dei documentari, vincendo due volte l'Oscar per il miglior documentario. 
Nel 1958, con il fratello Terry, sceneggio' il film Il nudo e il morto di Raoul Walsh, tratto dall'omonimo romanzo di Norman Mailer.
Nel 1961 diresse Caccia di guerra, un film bellico indipendente.

## Filmografia
- Subject: Narcotics (1951)
- Un tempo senza guerra (A Time Out of War) (Documentario) (1954)
- La febbre del delitto (Crime and Punishment) (1958)
- Caccia di guerra (War Hunt) (1961)
- Elettroshock (1964)
- Checoslovaquia (Documentario) (1969)
- Elvis Presley Show (Elvis: That's the Way It Is) (Documentario) (1970)
- Soul to Soul (1971)
- What's the Big Hurry? (1974)
- L'invasione delle api regine (Invasion of the Bee Girls) (1976)
- Computers Are People, Too! (1982)

## Riconoscimenti

### Premio Oscar
- 1955 – Oscar al miglior cortometraggio a 2 bobine per A Time Out of War
- 1970 – Oscar al miglior cortometraggio documentario per Czechoslovakia, 1968